# Rolf Zandén
Rolf Gustaf Zandén, född 11 juni 1945 i Örebro, är en svensk målare, grafiker, poet och recensent.
Zandén studerade vid Reybekiels konstskola 1966–1969, Idun Lovéns konstskola i Stockholm 1972–1975 och har därefter studerat sidenmålning, lackmålning och träsnitt vid konstakademin i Hanoi, Vietnam 1986–1988.
Zandén har ägnat sig åt kultur sedan 1970-talet och debuterade med sin första konstutställning 1970 den har sedan följts upp med ett 100-tal utställningar i Sverige och utomlands. Som konstnär har han illustrerat böcker åt Ministerio da Educacao e Cultura i Maputo, Mozambique. Som poet har han utgivit ett 20-tal antologier och diktsamlingar. Han har även frilansat som recensent i bildkonst för Nya Wermlands-Tidningen och Tidningen Kulturen och litteratur för Tidningen Kultur, Populär Poesi och Tidningen Avsikter.
Han har tilldelats 1972 Grundsunda kulturstipendium 1972, Hudiksvalls kommuns sommarstipendium 1975–1981, Södermanlands läns landstings Solbackastipendium 1980, Svensk – Norska Samarbetsfondens stipendium 1980 – 1982, Hannaholmenstipendiet, Kulturfonden för Sverige–Finland 1982, Statens stora arbetsstipendium 1991, Svenska Författarfondens ettåriga arbetsstipendium 2004, Svenska Författarförbundets Vistelsestipendium i Ariane Wahlgrens författarhus i Aten Grekland 2005–2009, vistelse på Villa San Michele, Capri 2007–2008 och Svenska Författarförbundets Vistelsestipendium i Kavalla Grekland 2014.
Rolf Zandén är representerad vid Nordiska Teckningsmuseet i Laholm Helsingborgs museum, Örebro läns museum, Stockholms stadsmuseum och Göteborgs stadsmuseum, Frödingssällskapet på Alsters herrgård, Svensk – Norska föreningen i Oslo samt ett 20-tal kommuner och landsting.
Sedan 1988 är han bosatt i Karlstad.